# ティンバッロ

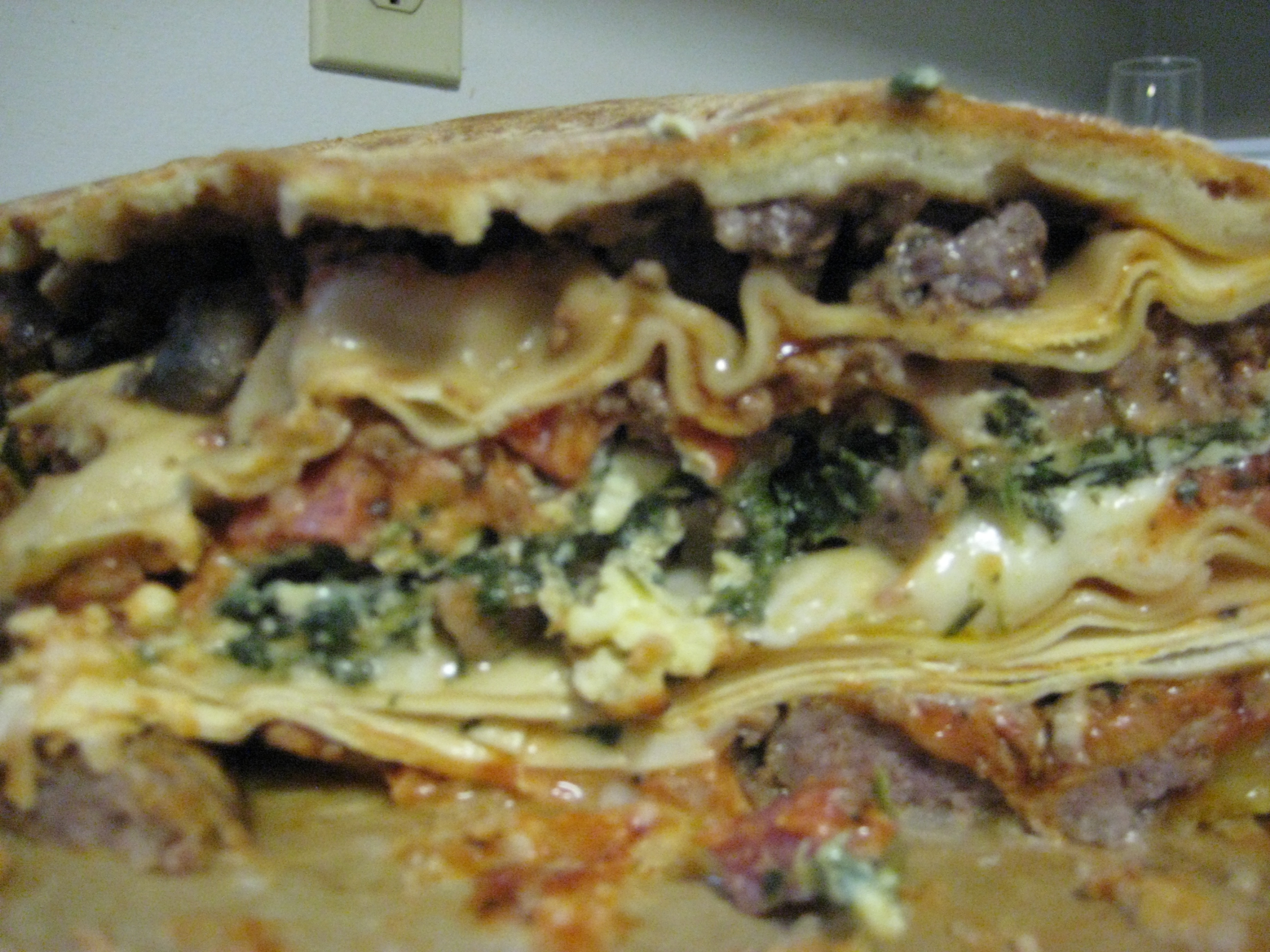
6層のTimballo Pattadeseの断面

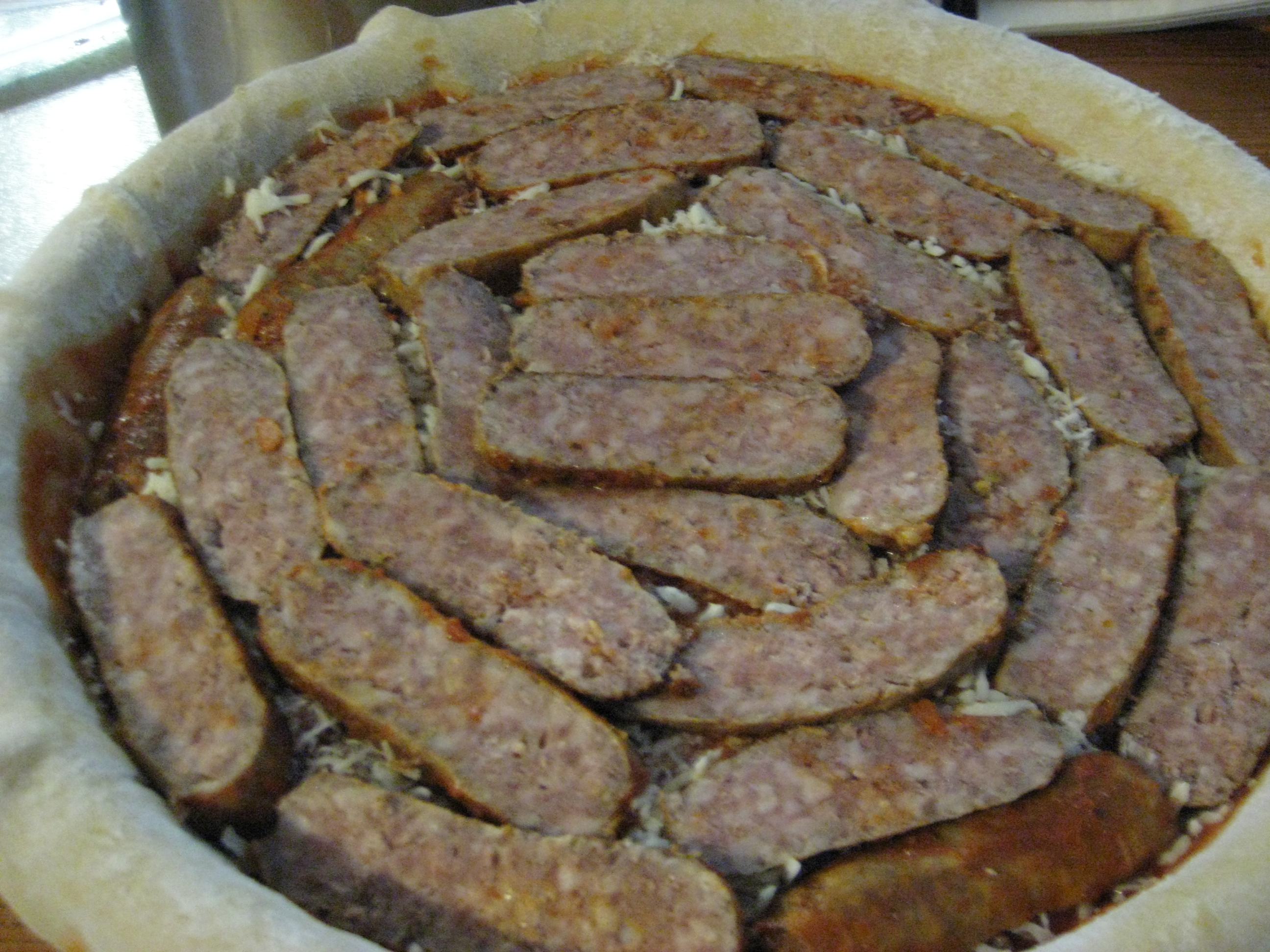
作成途中のTimballo Pattadese

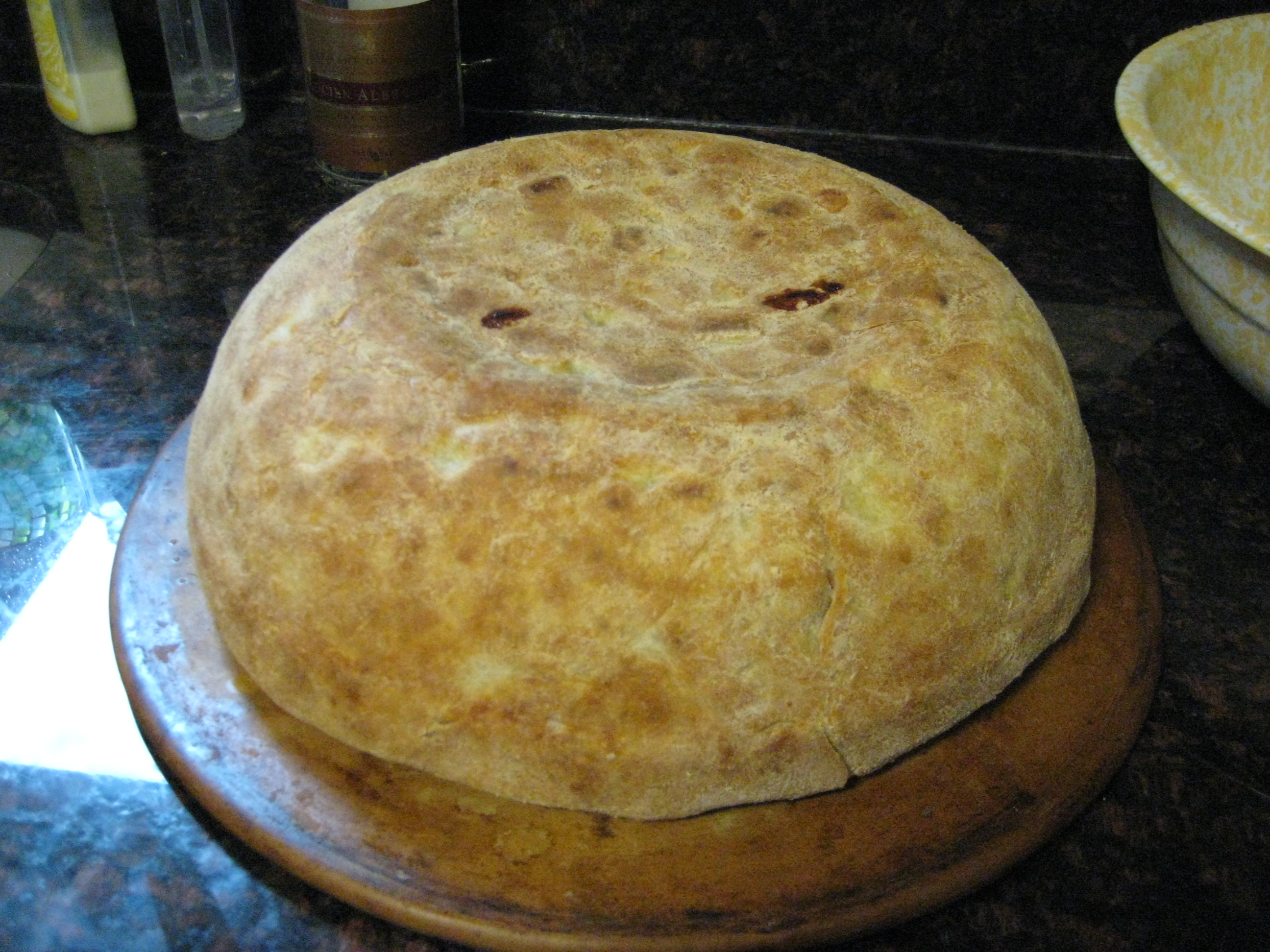
Timballo Pattadese

ティンバッロ (伊: timballo) は、パスタ、米、ジャガイモ等から作るイタリア料理であり、通常、チーズ、肉、魚、野菜、果物等の材料が加えられる。ジュリオ・アルベローニの名前に因んだtimballo Alberoniという料理もある。これは、マカロニ、シュリンプペースト、マッシュルーム、バター、チーズを材料として作る。

## 語源
名前は、フランス語で「ティンパニ」を意味するtimbaleに由来する。地域によって呼び名は異なり、bomba、tortino、sartu（ナポリ語）、pasticcio（パイ生地を焼いた別の似た料理名としても使われる）等とも呼ばれる。また、timpanoやTimbale等とも表記する。キャセロールと似て、英語ではパイやケーキを呼ぶこともある。

## 作り方
つなぎとして卵かチーズが用いられる。エミリア＝ロマーニャ州では米を用い、ハトやその他の狩猟鳥、豆、地元のチーズ、底に乾燥パスタが用いられる。アブルッツォ州では底にクレープを用い、その他の地域ではラビオリやニョッキを用いる。シチリアでは、パスタとナスで作るのが一般的である。
マッシュルームソースかfondutaと呼ばれるピエモンテのチーズスープが用いられることもあるが、Anna Del Conteは、ベシャメルソースが最も一般的であると書いている。

## 文化
1996年の映画『シェフとギャルソン、リストランテの夜』でティンバッロが大きく取り上げられているが、映画内ではtimpanoと呼ばれている。この映画はこの料理の知名度を上げたと見られている。